# Paula Swenker
Paula Swenker (Nijmegen, 24 juni 1947) is een Nederlands politica. Zij was namens de Volkspartij voor Vrijheid en Democratie (VVD) vanaf 1999 tot 2011 lid van de Eerste Kamer der Staten-Generaal.
Tevens was zij onafhankelijk voorzitter van Ambulancezorg Nederland. Ze was onafhankelijk voorzitter van de N.V.A. (Nederlandse Vereniging van Makelaars in Assurantiën en Assurantie-adviseurs), directeur zorg van Zorgverzekeraars Nederland en ziekenhuisdirecteur. In de Eerste Kamer hield mevrouw Swenker zich bezig met Volksgezondheid, Welzijn en Sport, Sociale Zaken en Werkgelegenheid en Ontwikkelingssamenwerking.
- Parlement.com: vg09llkppvz2